# Епифанское (сельское поселение)
Муниципальное образование Епифанское — сельское поселение в Кимовском районе Тульской области Российской Федерации.
Административный центр — посёлок Епифань.

## Физико-географическая характеристика

### География
Муниципальное образование Епифанское занимает территорию площадью 64,182 тыс. га, которая составляет около 60 % площади всего Кимовского района. Территория муниципального образования Епифанское ограничена землями муниципального образования Кимовского района и граничит со Скопинским районом Рязанской области на востоке, на северо-востоке с муниципальным образованием Новольвовское Кимовского района, с Узловским районом на западе, с Куркинским районом на юго-западе.
Ландшафтное районирование территория муниципальное образование Епифанское относится к Среднерусской провинции лесостепной зоны. Рельеф характеризуется приподнятой на 200—250 м над уровнем моря пологоволнистой, структурно-аккумулятивной равниной, расчлененной не густой, но хорошо разработанной речной и овражно-балочной сетью, суммарная площадь которой составляет более 6 % территории.
К наиболее крупным водным объектами относятся реки Дон, Сухая Табола и Мокрая Табола. По своему режиму они представляют собой равнинные реки Европейской территории России, основной особенностью которых является высокое весеннее половодье, сменяющихся летне-осенней меженью с низкими уровнями воды, за которым наступает период устойчивых зимних уровней.

### Климат
Климат на территории муниципального образования умеренно-континентальный, который характеризуется умеренно-холодной зимой и теплым летом. Наиболее теплыми месяцами являются июль и август с абсолютными максимумами +36° С. Самые низкие температуры наблюдаются в январе. Абсолютный минимум равен — 48°С. Первые заморозки наступают в конце сентября, а последние отмечаются в первой половине мая. Продолжительность безморозного периода в среднем равна 140 дням. В течение всего года господствуют ветры южного и западного направлений. Среднегодовая скорость ветра 2,9 м/с, наибольшие скорости ветра, превышающие 15 м/с, наблюдаются в зимний период.
Атмосферные осадки распределяются в течение года сравнительно равномерно. В теплый период выпадает осадков в среднем 390 мм, а в холодный — 154 мм. Максимальные суточные осадки наблюдаются в июле и равны 40 мм. Снежный покров появляется обычно в первой декаде ноября, держится в среднем 140 дней до середины апреля. Наибольшая высота снежного покрова наблюдается в III декаде февраля — I декаде марта и равна в среднем 36 см.
Абсолютная влажность воздуха изменяется от 2,8 мδ в феврале до 16,8 мδ в июле. Среднегодовая абсолютная влажность воздуха равна 8,1 мδ. Среднемесячная относительная влажность воздуха находится в пределах 68-87 %, причем наименьшая отмечается в мае, а наибольшая — в ноябре. Среднегодовая относительная влажность воздуха равна 78 %.

## История
Статус и границы сельского поселения установлены Законом Тульской области от 11 марта 2005 года № 547-ЗТО «О переименовании муниципального образования — город Кимовск и Кимовский район Тульской области, установлении границ, наделении статусом и определении административных центров муниципальных образований на территории Кимовского района Тульской области».

## Население
| 2012  | 2013  | 2014  | 2015  | 2016  | 2017  | 2018  |
| ----- | ----- | ----- | ----- | ----- | ----- | ----- |
| 4613  | ↘4562 | ↗6769 | ↘6607 | ↘6483 | ↘6280 | ↘6126 |
| 2019  | 2020  | 2021  |       |       |       |       |
| ↘6017 | ↘5937 | ↗6154 |       |       |       |       |

## Состав сельского поселения
| №  | Населённый пункт    | Тип населённого пункта          | Население |
| -- | ------------------- | ------------------------------- | --------- |
| 1  | Александровка       | деревня                         | 10        |
| 2  | Алексеевка          | деревня                         | 10        |
| 3  | Алешино             | деревня                         | 48        |
| 4  | Барановка           | деревня                         | ↘123      |
| 5  | Барановские Выселки | деревня                         | 2         |
| 6  | Бахтино-Фомино      | деревня                         | 13        |
| 7  | Бегичево            | деревня                         | 5         |
| 8  | Богдановка          | деревня                         | 0         |
| 9  | Бугровка-Ключевая   | деревня                         | 7         |
| 10 | Бутыровка           | деревня                         | 25        |
| 11 | Бучалки             | посёлок                         | 26        |
| 12 | Бучалки             | село                            | ↘292      |
| 13 | Вишневая            | деревня                         | ↘284      |
| 14 | Владимировка        | деревня                         | 0         |
| 15 | Восход              | деревня                         | 15        |
| 16 | Выглядовка          | деревня                         | 12        |
| 17 | Горки               | деревня                         | 9         |
| 18 | Донской             | посёлок                         | 17        |
| 19 | Епифань             | посёлок, административный центр | ↗2237     |
| 20 | Журишки             | деревня                         | 19        |
| 21 | Заводской           | посёлок                         | 37        |
| 22 | Задонщино           | деревня                         | 8         |
| 23 | Задонщино           | деревня                         | 62        |
| 24 | Знаменье            | деревня                         | 19        |
| 25 | Ивановка            | деревня                         | 24        |
| 26 | Ивановка-Селезневка | деревня                         | 6         |
| 27 | Исаковка            | деревня                         | 64        |
| 28 | Исаковские Выселки  | деревня                         | 10        |
| 29 | Казановка           | деревня                         | 24        |
| 30 | Казановка           | посёлок                         | ↘643      |
| 31 | Колесовка           | деревня                         | 2         |
| 32 | Колычевка           | деревня                         | 19        |
| 33 | Комиссаровка        | деревня                         | 2         |
| 34 | Кораблино           | деревня                         | ↗128      |
| 35 | Красное             | деревня                         | 30        |
| 36 | Красный Осетрик     | деревня                         | 10        |
| 37 | Крутое              | деревня                         | 50        |
| 38 | Крюково             | деревня                         | 1         |
| 39 | Куликовка           | село                            | ↘106      |
| 40 | Куриловка           | деревня                         | 7         |
| 41 | Липовка             | деревня                         | 34        |
| 42 | Луговое             | село                            | ↘160      |
| 43 | Лупишки             | деревня                         | 20        |
| 44 | Марьинка            | деревня                         | 24        |
| 45 | Метеневка           | деревня                         | 14        |
| 46 | Милославщино        | деревня                         | ↗107      |
| 47 | Михайловка          | деревня                         | 15        |
| 48 | Молоденки           | село                            | ↘126      |
| 49 | Молчаново           | деревня                         | ↘187      |
| 50 | Монастырщино        | село                            | ↗199      |
| 51 | Муравлянка          | деревня                         | ↘290      |
| 52 | Муравлянка          | село                            | ↘187      |
| 53 | Мызовка             | деревня                         | 29        |
| 54 | Николаевка          | деревня                         | 13        |
| 55 | Овчаровка           | деревня                         | 5         |
| 56 | Огарево             | деревня                         | 22        |
| 57 | Ольховец            | деревня                         | 29        |
| 58 | Остапово            | деревня                         | 6         |
| 59 | Отрада              | посёлок                         | ↗99       |
| 60 | Павловка            | деревня                         | 58        |
| 61 | Покровка            | деревня                         | ↗117      |
| 62 | Полунино            | деревня                         | 9         |
| 63 | Прилипки            | деревня                         | 23        |
| 64 | Приозерный          | посёлок                         | 27        |
| 65 | Прощеное            | деревня                         | 14        |
| 66 | Рассекино           | деревня                         | 18        |
| 67 | Рогозинки           | деревня                         | 1         |
| 68 | Рождествено         | село                            | ↘150      |
| 69 | Саломатовка         | деревня                         | 19        |
| 70 | Себино              | село                            | 41        |
| 71 | Совхозный           | посёлок                         | 75        |
| 72 | Софьинка            | деревня                         | 50        |
| 73 | Старая Гать         | деревня                         | 40        |
| 74 | Судаково            | деревня                         | 0         |
| 75 | Суханово            | село                            | ↘196      |
| 76 | Татинки             | деревня                         | 7         |
| 77 | Устье               | деревня                         | ↘48       |
| 78 | Федоровка           | деревня                         | 0         |
| 79 | Федосовка           | деревня                         | →104      |
| 80 | Хвощинка            | деревня                         | 2         |
| 81 | Хованщина           | село                            | ↘48       |
| 82 | Чебыши              | деревня                         | 34        |
| 83 | Черемухово          | село                            | ↘206      |
| 84 | Шаталовка           | деревня                         | 10        |
| 85 | Шевырево            | деревня                         | 42        |
| 86 | Щепино              | деревня                         | 0         |

## Экономика
В 2022 году на территории муниципального образования Епифанское действовали 62 малых и средних предприятий, индивидуальных предпринимателей. Малые и средние предприятия осуществляют свою деятельность в основном в отраслях сельского хозяйства и розничной торговли.
Агропромышленный комплекс составляет 3 сельскохозяйственные организации, 15 крестьянско-фермерских хозяйств.

## Транспорт
Через муниципальное образование Епифанское проходят дороги Федерального и местного значения общей протяженностью 319,3 км по которому осуществляется сообщение с Узловским, Куркинским, Богородицким районами и Липецкой областью. Благоустроенная улично-дорожная сеть в населенных пунктах имеется только в посёлке Епифань.

## Жилищно-коммунальное хозяйство

### Теплоснабжение
Жилые дома индивидуальной застройки оборудованы отопительными печами, работающими на твердом топливе (уголь, дрова) и индивидуальным газовым отоплением. Для горячего водоснабжения указанных потребителей используются проточные газовые и электрические водонагреватели. Газоснабжение муниципального образования Епифанское осуществляется на базе природного газа от существующей Кимовской ГРС. В муниципальном образовании Епифанское имеется 8 миникотельных для централизованного отопления многоквартирных жилых домов, а также школы, детских садов, магазинов в посёлке Епифань и селе Бучалки. Указанные котельные находятся в аренде ООО «ЭнергоГазИнвест-Тула». В других населенных пунктах МО Епифанское теплоснабжение осуществляется за счет индивидуальных источников отопления (электро-газо-печное отопление).

### Водоснабжение
Водоснабжение МО Епифанское происходит путем эксплуатации артезианских скважин. Водоснабжение, входящих в состав муниципального образования Епифанское населенных пунктов обеспечивается от собственных локальных водозаборов, эксплуатирующих озеро-хованский, упинский окско-тарусский водоносные горизонты. Эксплуатацию систем водопроводного хозяйства осуществляет ООО «Ресурс» обслуживающее посёлки Епифань и Казановка. Источниками водоснабжения муниципального образования Епифанское являются 59 водозаборных скважин. Общая протяженность водопроводных сетей составляет 114,2 км.

### Водоотведение
В настоящее время только в 6 населенных пунктах осуществляется водоотведение: посёлок Епифань (ул.50 лет Октября, ул. Школьная), сёла Луговое (ул. Молодёжная, ул. Новая), Муравлянка, Черёмухово, деревни Вишнёвая и Муравлянка. В данных населённых пунктах функционирует сеть самотечно-напорных коллекторов. Общая протяженность сетей составляет 9711 м. Количество колодцев на сетях — 134 шт. В остальных населенных пунктах муниципального образования автономных централизованных систем водоотведения и очистных сооружений нет. Население использует выгребные ямы.

### Электроснабжение
В муниципальном образовании Епифанское установлены электросети ВЛ 110 кВ, 35 кВ, 10 кВ и 0,4 кВ. Их обслуживание проводит Кимовский район. Электроснабжение территории муниципального образования обеспечивается производственным отделением «Новомосковские электросети» филиала «Тулэнерго» ПАО «МРСК Центра и Приволжья», сети электроснабжения находятся на балансе предприятия. Основными источниками электроснабжения на территории муниципального образования являются ПЭС-408 в районе Мельгуново, ПЭС-44 посёлка Казановка и ПЭС-185 села Бучалки. Управление наружным освещением — централизованное.

### Газоснабжение
Населенные пункты муниципального образования Епифанское частично снабжены природным газом и баллонным газом. Подача газа населенным пунктам предусматривается на приготовление пищи, отопление жилых домов, организаций и предприятий, коммунально-бытовое потребление, технологических нужд промышленных предприятий. Газоснабжение поселения осуществляется природным газом от существующей инфраструктуры газового хозяйства филиала АО «Газпром газораспределение Тула» в Узловой. Распределение газа осуществляется по двухступенчатой схеме: по газопроводу среднего давления от ГРС (БГРП) до квартальных ШРП и по газопроводам низкого давления от ШРП до потребителей.

### Сбор твердых коммунальных отходов
Сбор и транспортирование твердых коммунальных отходов осуществляются мусоровозами по утвержденному графику вывоза отходов по оптимальным транспортным схемам и маршрутам.

## Социальная сфера
Система образования МО Епифанское включает в себя 6 образовательных организаций, 3 дошкольных образовательных учреждения. Библиотечно-информационные услуги населению Кимовского района предоставляют 5 библиотек.
На территории муниципального образования Епифанское функционирует муниципальное казенное учреждение культуры «Епифанский центр культуры и досуга». Учредителем учреждения является администрация муниципального образования Епифанское Кимовского района. В структуру муниципального казенного учреждения культуры входят 6 домов культуры Муравлянский СДК, Молчановский СДК, Молоденский сельский клуб, Черемуховский сельский клуб, Чебышевский сельский клуб и ЦКР «Верховье Дона». На территории муниципального образования так же находится историко- этнографический музей «Куликово поле» и музей Святой Матроны Московской-Себинской.
В муниципальном образовании физкультурно-оздоровительную и спортивно-массовую работу осуществляют учреждения культуры и спортивно-оздоровительный центр «Богатырь». На базе центра «Богатырь» проходят тренировки по мини — футболу. Для занятий физической культурой и спортом используются многофункциональные площадки (в деревнях Суханово и Вишнёвая, и в селе Монастырщино) и футбольные поля (в деревнях Вишнёвая и Казановка, и в селе Бучалки).

## Археология
В приустьевой части реки Мокрой Таболы в IX — начале X века существовало крупное славянское поселение. Материалы, обнаруженные на селище Устье-2, имеют полное сходство с материальной культурой радимичей, осваивавших бассейн реки Упы.